# Lucílvio Girão
Dr. Lucílvio Girão (Maranguape), é um político brasileiro, filiado ao PSD. Nas eleições de 2022, foi eleito deputado estadual pelo CE.